# Cerkev

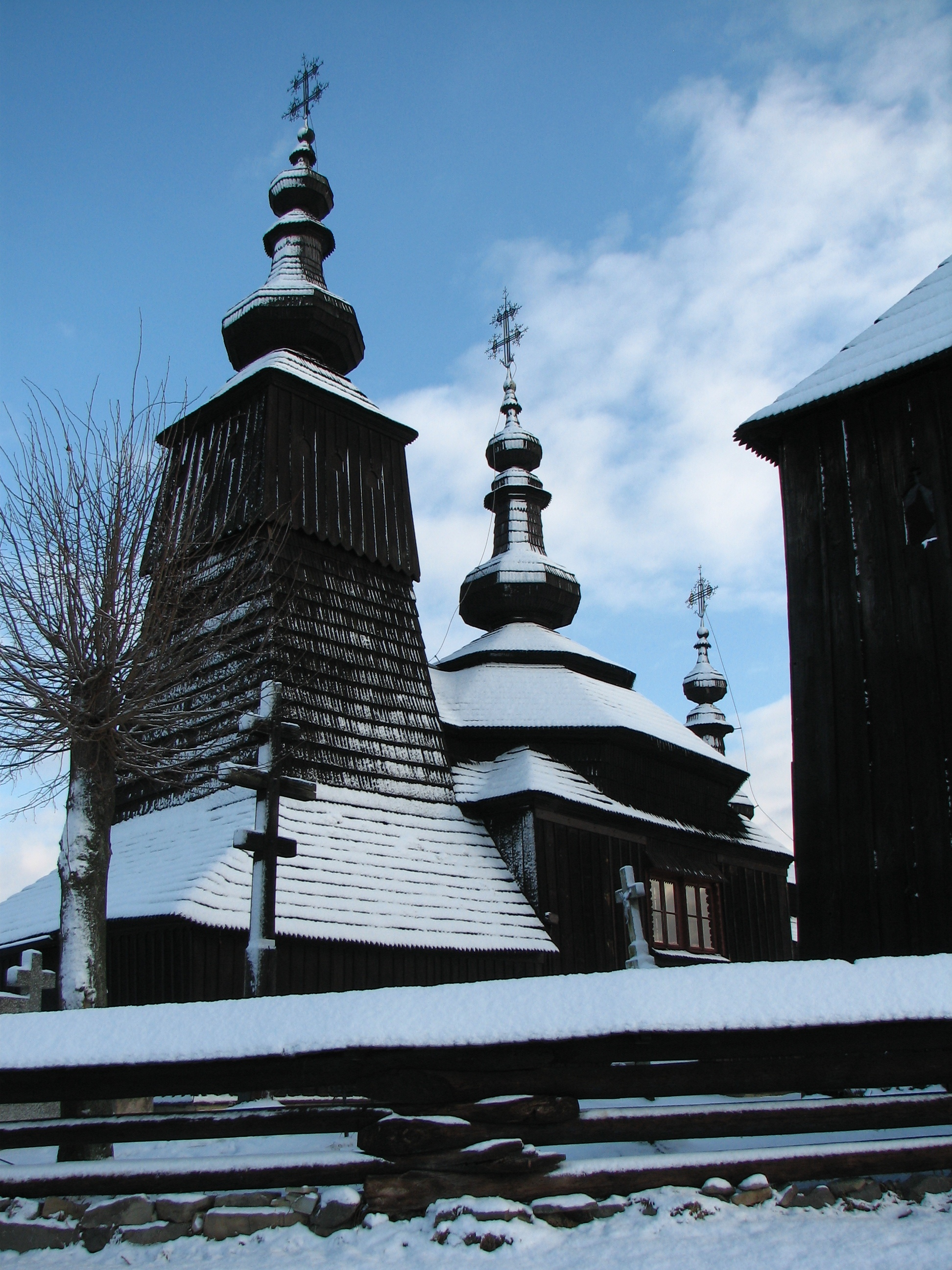
Dřevěná cerkev v Ladomírové

Cerkev (vzácněji cerkov nebo cerkva, zastarale církev; z řecky Κυριακη (οικια) – (dům) Pána) je řeckokatolický nebo pravoslavný chrám či kostel. Řeckokatolická i pravoslavná církev pro své chrámy nepoužívá pojem „kostel“.[zdroj?] V běžné mluvě tak lze rozlišit vyznání jednotlivých osob podle jejich informace, zda „chodí do kostela“ nebo „chodí do cerkve (církve)“.

## Vnější dispozice
Cerkev je obvykle postavena tak, že je orientována směrem na východ. Na Slovensku je na cerkvi umístěn tříramenný kříž. Na řeckokatolických cerkvách má tento kříž všechna příčná ramena vodorovná, kdežto na pravoslavných cerkvách má spodní rameno sešikmené.

## Vnitřní rozdělení

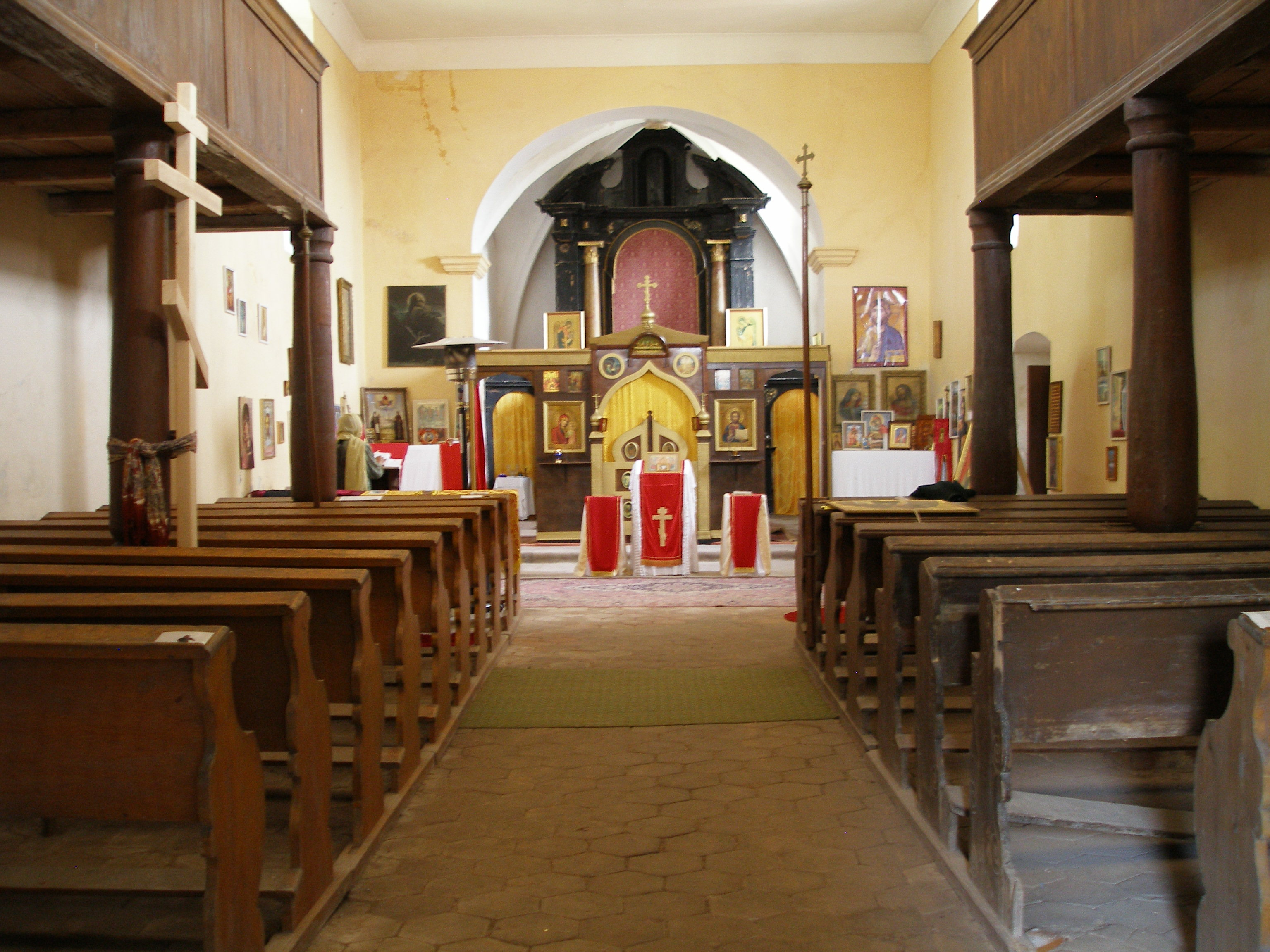
Interiér chrámu svaté Barbory v Nabdíně

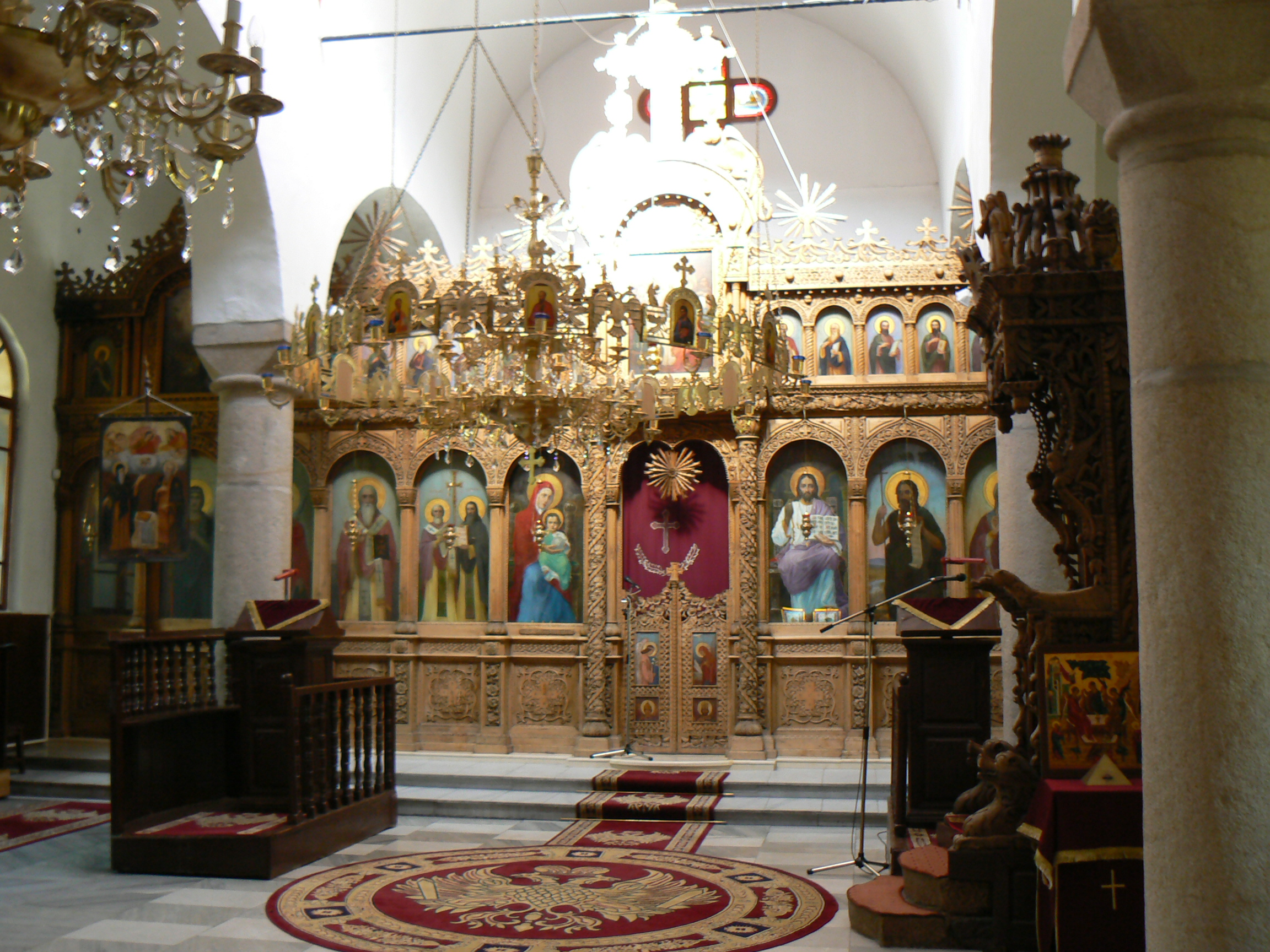
Interiér cerkve v Bulharsku

Z prostorového hlediska se cerkev se dělí na tři hlavní části: předsíň, loď a svatyni. Kromě podélného rozvržení půdorysu se cerkve často staví i do půdorysu řeckého kříže. Charakteristickým znakem cerkví je přítomnost ikonostasu, který odděluje svatyni od lodě. Na ikonostasu je zcela vpravo v jeho hlavní řadě umístěna ikona světce nebo svátku, jemuž je daná cerkev zasvěcena. Svatyně, která se nachází za ikonostasem, je nejdůležitější částí cerkve a symbolicky představuje nebeské království. Loď je část cerkve, která je určena pro věřící. Symbolicky představuje putující církev. Předsíň byla původně určena pro katechumeny a kajícníky a symbolicky představuje očistec, resp. trpící církev.

## Význammé cerkve
Nejznámějšími cerkvemi na Slovensku jsou rusínské dřevěné cerkve na východě země.